# Bowlus
La ville américaine de Bowlus est située dans le comté de Morrison, dans l’État du Minnesota. Lors du recensement de 2010, sa population s’élevait à 290 habitants.

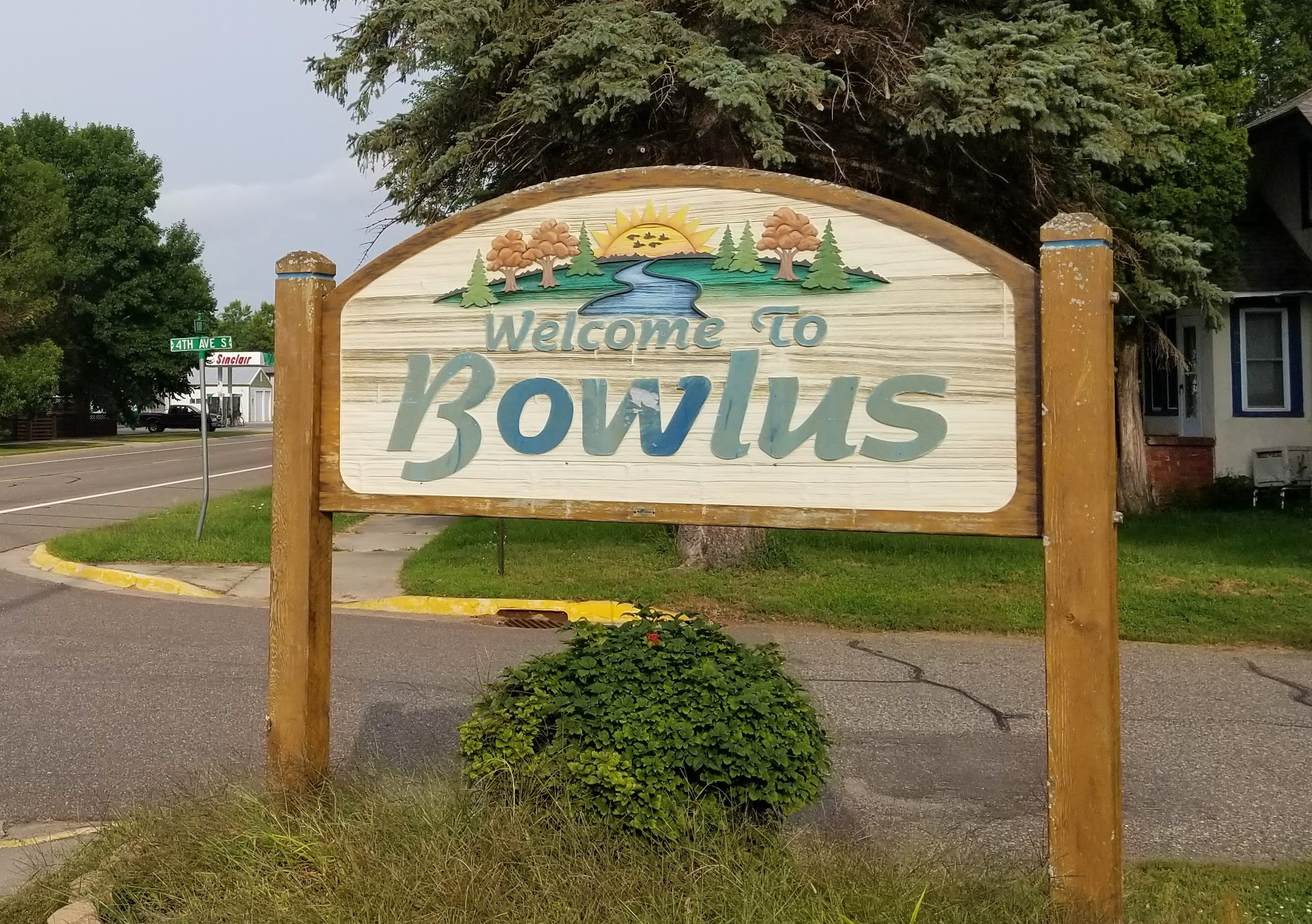
Panneau accueillant les visiteurs à Bowlus